# Myrmeleonostenus babai
Myrmeleonostenus babai là một loài tò vò trong họ Ichneumonidae.